# Beatrycze Plantagenet
Beatrycze Plantagenet, Beatrycze de Dreux (ur. 25 czerwca 1242 w Bordeaux, zm. 24 marca 1275 w Londynie) – księżniczka angielska, od 1268 hrabina Richmond.

## Życiorys
Urodziła się jako druga córka (trzecie dziecko) króla Anglii Henryka III i jego żony królowej Eleonory. Jej starszym bratem był przyszły król Anglii Edward I Długonogi.
22 stycznia 1260 w Saint Denis poślubiła przyszłego księcia Bretanii Jana II (wstąpił on na tron 8 października 1286, a więc już po śmierci Beatrycze). Para miała sześcioro dzieci:
- Artura II, kolejnego książę Bretanii (1262 – 1312)
- Jana, hrabiego Richmond (1266 – 1334),
- Marię (1268 – 1339)
- Piotra, wicehrabiego de Leon (1269 – 1312),
- Blankę (1270 – 1327),
- Eleonorę (1275 – 1342)